# Appendicula elegans
Appendicula elegans är en orkidéart som beskrevs av Heinrich Gustav Reichenbach. Appendicula elegans ingår i släktet Appendicula och familjen orkidéer. Inga underarter finns listade i Catalogue of Life.